# Такин Со
Такин Со (бирм. သခင်စိုး; 1906 — 6 мая 1989) — бирманский революционер и политический деятель, был одним из основателей Коммунистической партии Бирмы, некоторое время возглавлял Коммунистическую партию (Красного флага), был членом Антифашистской организации. Он считается одним из самых выдающихся коммунистов за всю историю Бирмы.

## Ранняя жизнь
Такин Со этнически был моном и родился в Моламьяйне. Он работал в Бирманской нефтяной компании.

## Политические движения

### До обретения независимости
Со присоединился к националистической ассоциации Добама Асиайон (ассоциация «Мы Бирманцы») в 1930-х годах. Такин Со вместе с Тан Туном и другими националистами основал Коммунистическую партию Бирмы в 1939 году .
Коммунистические лидеры Такин Тан Тун и Такин Со, а также социалистические лидеры Ба Све, Кьяу Ньейн и Аунг Саном основали Антифашистскую организацию (АФО) в августе 1944 года на секретном собрании КПБ, ПРП и БНА в Пегу. Позднее АФО была переименована в Антифашистская лига народной свободы. 
Такин Тан Тун и Такин Со, находясь в тюрьме Инсейн в июле 1941 года, был написан «Инсейнский манифест»,, в котором, вопреки преобладающему мнению в движении «Добама», в котором определил мировой фашизм как главного врага бирманцев в предстоящей войне и призвал к сотрудничеству с англичанами и созданию широкой антифашистской коалиции с участием Советского Союза. Со уже ушёл в подполье, чтобы организовать сопротивление японской оккупации, и Тан Тун смог передать Со японские разведданные, в то время как другие коммунистические лидеры Тайн Пе и Саявун Тин Шве установили контакт с изгнанным колониальным правительством в Шимле, Индия.

### После обретения независимости
Такин Со провел большую часть своей жизни в подполье и какое-то время возглавлял Коммунистическую партию (Красного флага). Он был схвачен правительственными войсками в ноябре 1970 года недалеко от Ракхайн, но освобожден в 1980 году по амнистии, объявленной социалистическим правительством. После общенациональных демонстраций против правительства Не Вина в 1988 году Со вернулся в политику в августе 1988 года и в сентябре 1988 года стал покровителем Партии единства и мира, которая, как он надеялся, будет участвовать в выборах 1990 года.